# Улица Дьяконова (Великие Луки)
Улица Дьяконова — улица в городе Великие Луки. Начинается от улицы Энгельса в районе городского рынка, идет на северо-восток до улицы Дружбы. Пересекается с проспектом Ленина, проспектом Гагарина, Проектной улицей, Полярной улицей, улицей 3-й Ударной Армии. В районе пересечения с проспектом Ленина находится площадь Калинина. В самом конце улица Дьяконова пересекает реку Лазавицу. Улица названа в честь Героя Советского Союза, почётного гражданина города Великие Луки Анатолия Александровича Дьяконова.

## История

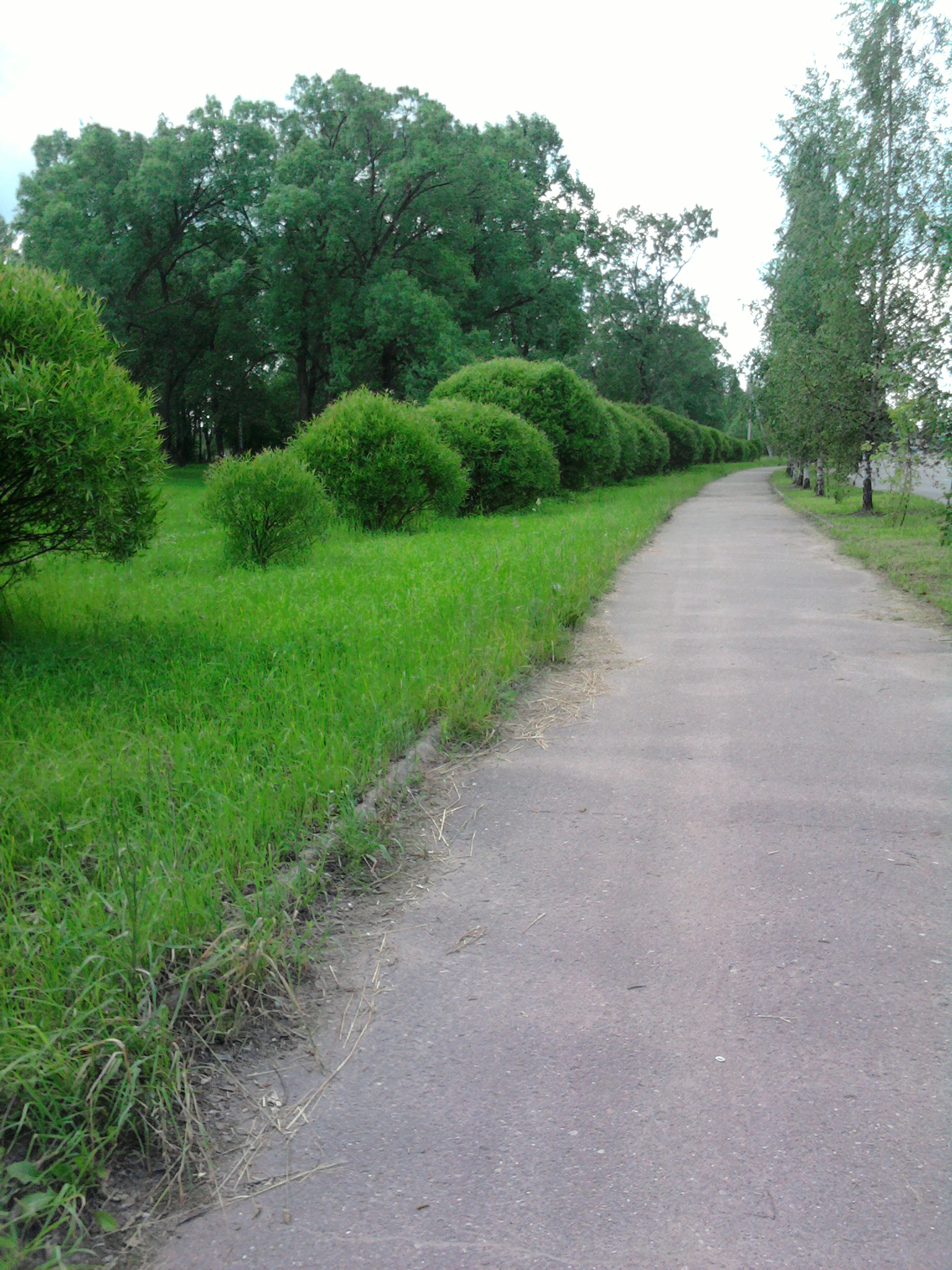
Улица Дьяконова в районе Братского кладбища

Кавалерийская улица получила название в 1920-х годах. Располагалась на территории бывшей Кошачьей слободы и посёлка Карцево. В 1949 году северная часть Кавалерийской улицы, от Торопецкой улицы до Гаражной, получила название Онежская улица. 28 сентября 1972 года решением Великолукского горисполкома Онежская улица переименована в улицу Дьяконова. 7 апреля 1983 года Кавалерийская улица вошла в состав улицы Дьяконова. В начале 1990-х годов за счет сноса частного дома по улице 3-й Ударной Армии и строительства моста через реку Лазавицу в районе Братского кладбища, улица Дьяконова продлена на северо-восток до стыка с улицей Дружбы.

## Объекты
- «Мебельный № 1» (ул. Дьяконова, 1)[1].
- ТЦ «Фортуна» (ул. Дьяконова, 1А).
- Памятная доска А. А. Дьяконову (ул. Дьяконова, 17/13)[2].
- Ветеринарная лаборатория (ул. Дьяконова, 46/20).
- Братское кладбище[3].

## Реконструкция
В 2014—2019 годах в южной части улицы Дьяконова был сооружен тоннель и путепровод через железную дорогу, который соединил южную и центральную части города.
С февраля 2020 года проводилась реконструкция площади Калинина, в связи с чем автомобильное движение по улице Дьяконова через площадь было закрыто. В результате реконструкции на площади построена кольцевая развязка и три подземных пешеходных перехода. Автомобильное движение открыто 21 ноября 2022 года.

## Транспорт
В настоящее время Общественный транспорт ходит по улице Дьяконова от улицы Энгельса до проспекта Гагарина.